# Parachilia peyrierasi
Parachilia peyrierasi är en skalbaggsart som beskrevs av Renaud Maurice Adrien Paulian 1991. Parachilia peyrierasi ingår i släktet Parachilia och familjen Cetoniidae. Inga underarter finns listade i Catalogue of Life.